# Oak Grove (Misuri)
Oak Grove es una ciudad ubicada en los condados de Jackson y Lafayette en el estado estadounidense de Misuri. En el Censo de 2010 tenía una población de 7795 habitantes y una densidad poblacional de 486,29 personas por km².

## Geografía
Oak Grove se encuentra ubicada en las coordenadas 39°0′25″N 94°7′42″O / 39.00694, -94.12833. Según la Oficina del Censo de los Estados Unidos, Oak Grove tiene una superficie total de 16.03 km², de la cual 15.98 km² corresponden a tierra firme y (0.32%) 0.05 km² es agua.

## Demografía
Según el censo de 2010, había 7795 personas residiendo en Oak Grove. La densidad de población era de 486,29 hab./km². De los 7795 habitantes, Oak Grove estaba compuesto por el 94.66% blancos, el 1.12% eran afroamericanos, el 0.81% eran amerindios, el 0.72% eran asiáticos, el 0.12% eran isleños del Pacífico, el 0.8% eran de otras razas y el 1.78% pertenecían a dos o más razas. Del total de la población el 3.67% eran hispanos o latinos de cualquier raza.